# Gato-de-cabeça-chata
O gato-de-cabeça-chata (Prionailurus planiceps) é uma espécie de felino que habita a Reserva Florestal de Dermakot, na Malásia.
É um felino considerado "ressuscitado", pois sua espécie foi dada como extinta em meados da década de 1980 e foi redescoberta na década de 1990. Também é conhecido como "gato doninha", devido à sua semelhança com esses mustelídeos. Além disso, tem a mesma preferência de habitat, visto que geralmente é encontrado em florestas tropicais, áreas pantanosas, pântanos, lagos, riachos, florestas de turfeiras e matas ciliares. Atualmente a espécie encontra-se em perigo de extinção.

### Características
Sua característica mais notável é sua cabeça plana. Possuem um achatamento no crânio, o que faz com que seu perfil pareça mais nítido e cilíndrico do que o resto das espécies de felinos.
É de pequeno porte, com um espécime adulto tendo de 30 a 50 centímetros e menos de três quilos de peso. Sua pelagem espessa é completamente castanho-avermelhada, embora tenha o ventre branco. São exímios pescadores, com habilidades que podem ser comparadas com seu parente distante, o gato pescador. 